# جيمس أرنولد لويل
جيمس أرنولد لويل هو قاضي ومحامي وسياسي أمريكي، ولد في 5 فبراير 1869 في نيوتن في الولايات المتحدة، وتوفي في 30 نوفمبر 1933. نشط حزبياً في الحزب الجمهوري. وقد انتخب عضو مجلس نواب ماساتشوستس ‏.